# Nejlepší pětka (ELH)
Nejlepší pětka bylo ocenění pro hokejisty, kteří byli vyhlášeni jako ideální pětka sezóny české hokejové extraligy. Toto ocenění uděloval Hokej Press a bylo vyhlášeno pouze v sezóně 1995/96.

## Držitelé
| Sezóna    | Hráč                                                                               | Tým                                                     |
| --------- | ---------------------------------------------------------------------------------- | ------------------------------------------------------- |
| 1995/1996 | Roman Čechmánek Jiří Vykoukal Normunds Sējējs Robert Kysela Jan Alinč Tomáš Vlasák | HC Dadák Vsetín HC Sparta Praha HC Chemopetrol Litvínov |